# Xestia semota
Xestia semota là một loài bướm đêm trong họ Noctuidae.